# Eleições parlamentares europeias de 2004 (Chipre)
As eleições parlamentares europeia de 2004 no Chipre, realizaram-se a 13 de junho e, serviram para, pela primeira vez, eleger os 6 deputados nacionais ao Parlamento Europeu.

## Resultados Oficiais
| Partido                 | Partido                                  | Votos   | %               | Deputados |
| ----------------------- | ---------------------------------------- | ------- | --------------- | --------- |
|                         | Aliança Democrática                      | 94 355  | 28,23 / 100,00  | 2 / 6     |
|                         | Partido Progressista do Povo Trabalhador | 93 212  | 27,89 / 100,00  | 2 / 6     |
|                         | Partido Democrata                        | 57 121  | 17,09 / 100,00  | 1 / 6     |
|                         | Pela Europa                              | 36 112  | 10,80 / 100,00  | 1 / 6     |
|                         | Movimento pela Social-Democracia         | 36 075  | 10,79 / 100,00  | 0 / 6     |
|                         | Democratas Unidos                        | 6 534   | 1,95 / 100,00   | 0 / 6     |
|                         | Novos Horizontes                         | 5 501   | 1,65 / 100,00   | 0 / 6     |
|                         | Outros                                   | 5 358   | 1,60 / 100,00   | 0 / 6     |
| Votos Inválidos         | Votos Inválidos                          | 16 119  | 4,60 / 100,00   |           |
| Total                   | Total                                    | 350 387 | 100,00 / 100,00 | 6 / 6     |
| Eleitorado/Participação | Eleitorado/Participação                  | 483 311 | 72,50 / 100,00  |           |
| Fonte                   | Fonte                                    | [ 1 ]   | [ 1 ]           | [ 1 ]     |